# Странный Томас
«Странный Томас» (англ. Odd Thomas) — фильм режиссёра Стивена Соммерса по одноимённому роману Дина Кунца. В главной роли Антон Ельчин. Премьера в США первоначально была запланирована на конец 2012 года, но позже была перенесена и состоялась 6 апреля 2013 года на кинофестивале River Bend.

## Сюжет
В вымышленном городе Пико Мундо штата Калифорния живёт молодой повар по блюдам быстрого приготовления Одд Томас, имеющий способность видеть призраков. Его первое имя должно было писаться как «Тодд», но из-за опечатки в свидетельстве о рождении оно сократилось до «Одд» (что значит «странный»). Он держит свои способности в секрете и единственные, кто знают о его даре — полицейский Портер и любимая девушка Сторми.
Томас получает тревожные знаки о чем-то надвигающимся на город: его знакомой Виоле снятся одинаковые с Томасом сны о призраках в форме для боулинга, а на утро в кафе забираются невидимые полупрозрачные «бодохи»: существа, способные вселяться в людей и взаимодействовать с материальным миром, питающиеся насилием. Сейчас они преследуют одного человека (Томас и Сторми дают ему кличку «гриб» из-за прически, но его настоящее имя Робертсон), за которым следует и Томас: он хочет предотвратить кровавое событие, чем бы оно ни было. Он исследует его дом и обнаруживает целую картотеку документов на различных серийных убийц, в том числе пока что пустое дело на самого Робертсона, датированное завтрашним числом.
У Сторми и Томаса происходит свидание на колокольне церкви, в этот же момент на церковь нападает Робертсон и невидимая призрачная сила. Полицейские проверяют церковь, но не находят там никаких следов или отпечатков Робертсона, точно так же ничего не дает и посещение боулинга. Друг Томаса по его просьбе изготавливает кулон-защиту для сердца, Томас передает защиту Портеру, так как видит выстрел в видениях. Вскоре на Питера совершается покушение неизвестным.
В своем доме Томас находит мертвого Робертсона и понимает, что тот мертв уже давно: последний раз живым Томас видел его намного раньше, а события в церкви разворачивались уже с призраком. Томас обнаруживает на теле Робертсона татуировку «POD», такую же на одном из полицейских ранее видела Сторми — она означает приверженность к сатанинскому культу. Томас понимает, что все дороги ведут к торговому центру с огромным скоплением народа, где как раз работает Сторми. Томас обнаруживает, что в культе замешано еще двое человек. Неизвестный открывает стрельбу в торговом центре, но Томас убивает его, а на парковке находит фургон (как в компьютере Робертсона) с самодельной взрывчаткой, который успевает угнать за город и взорвать там.
Томас приходит в себя уже в больнице, все чествуют его как героя. Он и Сторми живут счастливой жизнью в уединении, пока к Томасу не приходят друзья, беспокоящиеся о нем: на самом деле Сторми погибла в перестрелке в торговом центре, а все это время рядом с Томасом был ее призрак. Томас отпускает ее и уезжает из города в Лос-Анджелес, в который хотела переехать его девушка и от чего всегда отказывался Томас. По его примерным расчетам, ему еще жить порядка шестидесяти лет учитывая среднюю статистику и после этого он снова увидит Сторми.

## В ролях
| Актёр           | Роль                           |
| --------------- | ------------------------------ |
| Антон Ельчин    | Одд Томас                      |
| Уиллем Дефо     | Уайатт Портер                  |
| Нико Торторелла | Саймон Варнер                  |
| Эддисон Тимлин  | Сторми Ллевелин                |
| Леонор Варела   | мать Одда                      |
| Паттон Освальд  | Оззи П. Бун                    |
| Мелисса Ордвэй  | Лизетт                         |
| Гугу Мбата-Роу  | Виола                          |
| Шулер Хенсли    | Боб Робертсон / «Человек-гриб» |
| Арнольд Вослу   | Том Джедд                      |

## Производство
Соммерс начал работу над сценарием, ещё не получив согласия Кунца. Кунц, неудовлетворённый предыдущими неудачными экранизациями, долго «не выпускал из рук» «Странного Томаса» — а студии, по словам Соммерса, просто не знали, как подойти к автору. Соммерс лично убедил Кунца на экранизацию «Странного Томаса» только в июне 2010 года. В ноябре 2010 года прошло «твёрдое объявление» о том, что экранизацию «Странного Томаса» будет снимать именно Соммерс. В начале февраля 2011 года продюсеры огласили выбор Ельчина на главную роль, а два месяца спустя они объявили, что первую женскую роль сыграет Эддисон Тимлин и объявили о начале кастинга на прочие роли, .
26 марта 2011 года секретарь штата Нью-Мексико по экономическому развитию объявил о том, что основные съёмки «Странного Томаса» пройдут со 2 мая по 15 июля 2011 года в Санта-Фе и Альбукерке, и займут от 75 до 100 местных работников. Съёмки действительно начались в мае, а в роли «Пико Мундо Гриль», где по сценарию работал главный герой, было выбрано бывшее «Плаза Кафе» (The Plaza Cafe) на Линкольн-Авеню в Санта-Фе. Заведение почти год простояло запертым после пожара в сентябре 2010 года.
Спецэффекты и постпродакшн выполнялись на парижской студии BUF Compagnie, — там же, где созданы спецэффекты фильмов «Матрица» Сотрудничество с BUF и налоговые льготы по французской программе поддержки международного кино позволили продюсерам фильма сэкономить до 20 % бюджета на спецэффекты.
8 мая 2012 года Кунц объявил, что уже просмотрел завершённый фильм, и дал ему положительную оценку. Кунц сделал единственное замечание: создатели фильма уменьшили значение ряда второстепенных персонажей («Оззи», родители «Томаса»), и увеличили сверхъестественные силы «Томаса» по сравнению с книгой — однако, по словам Кунца, «это действительно сработало» (англ. Odd has been given a new power <..> but it really, really works).